# Delfina Ambroziak
Delfina Ambroziak z domu Kowal (ur. 21 marca 1935 w Równem, zm. 9 stycznia 2024) – polska śpiewaczka operowa (sopran), solistka Teatru Wielkiego w Łodzi; wykonywała partie operowe (m.in. Hrabina w Weselu Figara), repertuar oratoryjny i pieśniarski.

## Życiorys
Edukację rozpoczęła w 1958 w Państwowej Wyższej Szkole Muzycznej w Łodzi w klasie Grzegorza Orłowa, kończąc studia z wyróżnieniem w 1962. Następnie kontynuowała naukę pod kierunkiem Sergiusza Benoniego w Wenecji. Wieloletnia solistka Teatru Wielkiego w Łodzi. Jest laureatką I Nagrody na XX Międzynarodowym Konkursie Muzycznym w Monachium. Została odznaczona Krzyżem Kawalerskim Orderu Odrodzenia Polski, Złotym Krzyżem Zasługi, odznaką „Zasłużony Działacz Kultury”, Srebrnym Medalem „Zasłużony Kulturze Gloria Artis” (2006).
W 2023 otrzymała Honorowy Medal 600-lecia Miasta Łodzi „za działania na rzecz rozwoju Łodzi przyznawane z okazji 600-lecia Miasta”.

### Życie prywatne
Jej pierwszym mężem i wieloletnim akompaniatorem był pianista – Rajmund Ambroziak. Drugim zaś śpiewak – Tadeusz Kopacki.
Została pochowana w Alei Zasłużonych cmentarza Doły w Łodzi.